# Curinga
Curinga is een gemeente in de Italiaanse provincie Catanzaro (regio Calabrië) en telt 6704 inwoners (31-12-2004). De oppervlakte bedraagt 51,5 km², de bevolkingsdichtheid is 129,2 inwoners per km².
De volgende frazioni maken deel uit van de gemeente: Acconia.

## Demografie
Curinga telt ongeveer 2277 huishoudens. Het aantal inwoners daalde in de periode 1991-2001 met 2,6% volgens cijfers uit de tienjaarlijkse volkstellingen van ISTAT.
| Jaar | Inwoneraantal |
| ---- | ------------- |
| 1991 | 6824          |
| 2001 | 6648          |

## Geografie
Curinga grenst aan de volgende gemeenten: Filadelfia (VV), Francavilla Angitola (VV), Jacurso, Lamezia Terme, Pizzo (VV), San Pietro a Maida.